# Nicolas Douchez
Nicolas Douchez (Rosny-sous-Bois, el 22 d'abril de 1980) és un porter de futbol francès que actualment juga al RC Lens a la Ligue 1 francesa.